# Heinrich Bonhorst

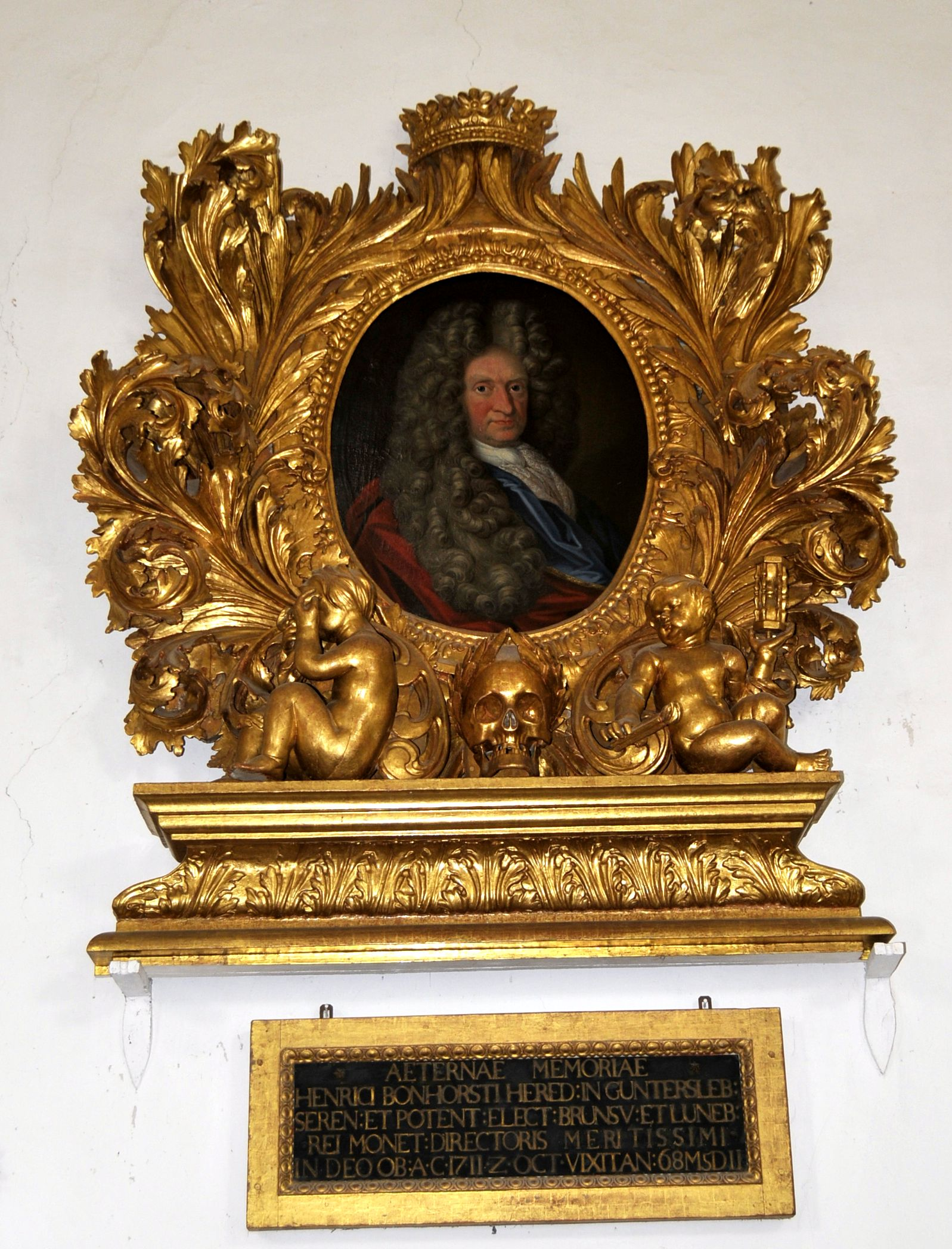
Epitaph mit dem Brustbild Heinrich Bonhorsts mit Allongeperücke in St. Petri in Günthersleben

Heinrich Bonhorst (auch: Heinrich Bohnhorst; * 30. April 1643 in Halberstadt; † 2. Oktober 1711 in Gotha) war Erbherr zu Günthersleben und Münzmeister an der Clausthaler Münzstätte.

## Leben
Heinrich Bohnhorst wurde zur Zeit des Dreißigjährigen Krieges im Jahr 1643 als Sohn des gleichnamigen, in Nordhausen tätigen Arztes und der Anna Pfeifer aus Nordhausen geboren.
Von 1669 bis 1671 war er Münzmeister in Minden.
Er heiratete am 15. Oktober 1672 in Osterode am Harz Helene, Tochter des Osteroder Bürgers, Ratsherrn, Ratskämmerers sowie Berg- und Eisenfaktors Heinrich Hattorf (1602–1681) und der aus Hildesheim stammenden Elisabeth Becker (1616–1682). Dem Ehepaar wurden die beiden Töchter Anna Margarete Bohnhorst (1675–1706) und Catherine Dorothea Bohnhorst (1677–1716), später Gattin des Andreas Julius Bötticher, sowie der Sohn Heinrich Christoph Bohnhorst († 1725) und weitere Kinder geboren.

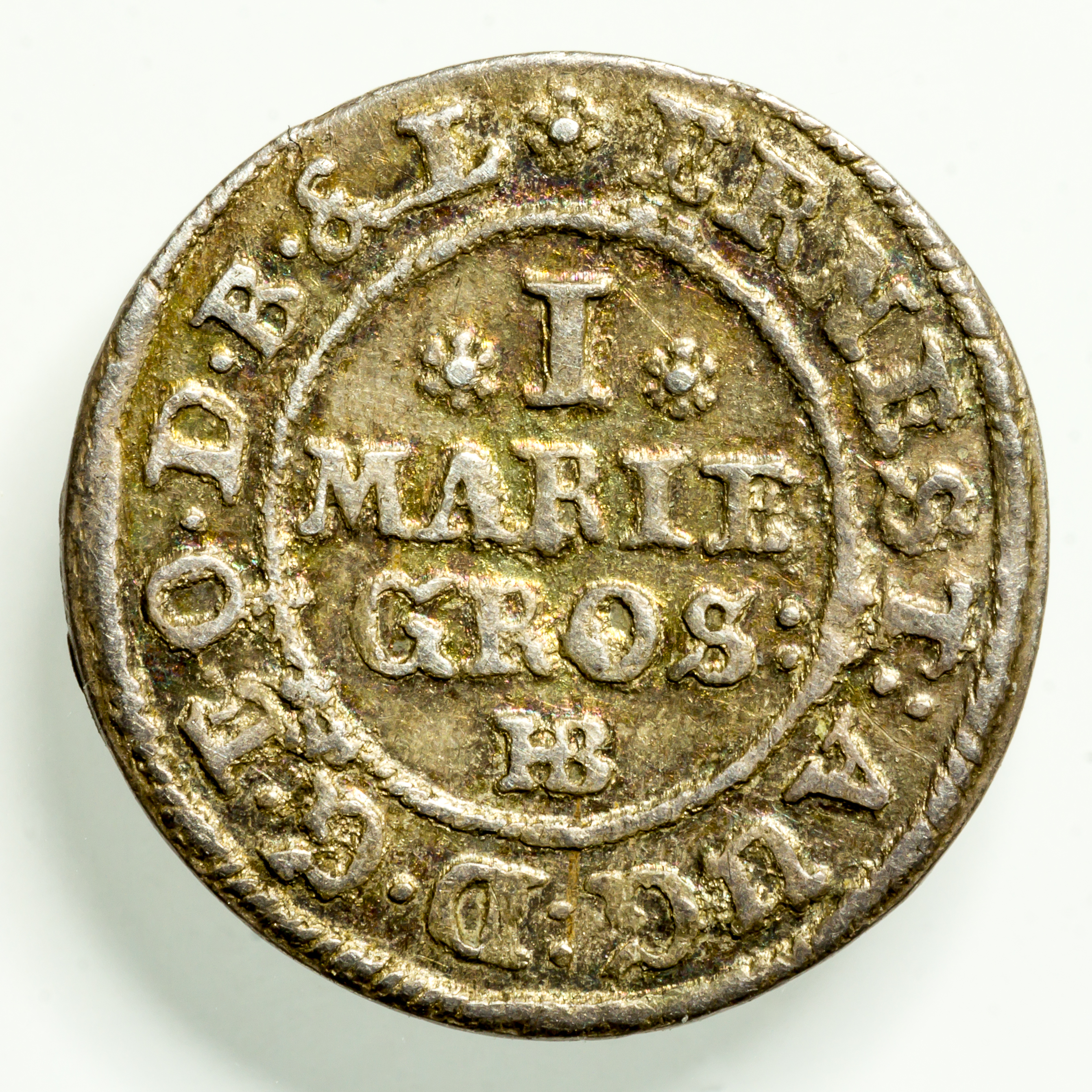
Mariengroschen von 1683, in der Umschrift Ernst August, Herzog von Braunschweig-Lüneburg; im Mittelfeld das Monogramm HB

1674 oder 1675 übernahm Bonhorst in der Nachfolge des 1674 verstorbenen Leopold Wefer die Aufgabe des Münzmeisters an der Münze zu Clausthal.  Dort richtete er das sogenannte „Druckwerk“ ein. Nach dem Brand der alten Münze und einem Neubau 1674 direkt gegenüber dem alten Gebäude wurde die bis dahin in Gebrauch gewesene „Schlagmünze“ durch eine „Druckmünze mit Adjustirwerk“ ersetzt sowie das Stoßwerk aus Celle herbeigeschafft.
Bonhorst wirkte ab 1695 als Münzdirektor. Seine Prägungen tragen häufig sein Monogramm HB oder B, ähnlich wie das seines Sohnes Heinrich Christian.
Mit Kaufbrief vom 12. August 1691 erwarb Bonhorst von dem Reichshofrat Friedrich Freiherr von Born „die über Ohrdruff gelegene Körn- und Kinnbergische Hütte oder Berg- und Hüttenwerk samt denen dabei befindlichen Schmelzhütten und Hammerwerken und Inventaris an Werkzeug und Hausrat.“ Diesen Kauf eines Lehnsgutes musste er noch um Belehnung durch die beiden Landesherren Christian Wilhelm und Anton Günther zu Schwarzburg-Sondershausen nachsuchen. Durch den Lehnsbrief wurde Bonhorst Herr über das gesamte Dorf Günthersleben mit allen Rechten eines barocken Adligen wie die mittlere und niedrige Gerichtsbarkeit, das Patronat über die Kirche, die Tranksteuern der Untertanen, Erbzinsen, Geschoss, Frohnen und Diensten. Zum Lehen gehörte auch das Voglstädtische Rittergut mit Schloss oder Edelhof und Zubehörungen wie etwa die Gartenanlagen, Äcker, Wiesen, Weiden und Erlen.
1694 ließ Bonhorst auf eigenen Kosten die baufällige Kirche abbrechen und durch eine neue nach seinen eigenen Vorstellungen ersetzen. Im Gegenzug wollte er von der Kirchengemeinde lediglich zwölf Jahre lang die bisher als Allmende genutzte Wiese nutzen dürfen.
1711 reiste Bonhorst mit seinem mittleren Sohn und seiner jüngsten Tochter nach Gotha, wo er im Hause des nicht anwesenden Hofrates, seines verreisten Schwiegersohnes Georg von Forstern, übernachtete. In der Nacht wurde er dort von Unbekannten erschossen. Drei Tage später wurde seine Leiche nach Günthersleben überführt und in der schon zuvor in Bonhorster Besitz befindlichen Grabstätte in der Güntherslebener Kirche beigesetzt. In der Kirche wurde ein Epitaph installiert, das den Erbherrn von Günthersleben und Münzdirektor in vorgerücktem Alter und mit einer Allongeperücke über einer lateinischen Inschrift zeigt.
Nach Bonhorsts Tod übernahm sein Sohn Heinrich Christoph Bohnhorst die Nachfolge an der Münze in Clausthal.